# Fossa ischioanalis

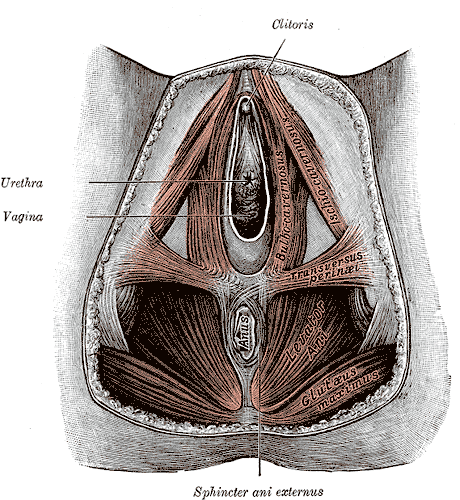
Weiblicher Beckenraum mit den Muskeln, die die Fossa ischioanalis begrenzen.

Die Fossa ischioanalis, auch infralevatorischer Raum genannt, ist ein mit Fettgewebe (Liebl'scher Fettkörper) ausgefüllter Raum in der hinteren Dammregion. Er enthält in seiner seitlichen Wand als wichtige Struktur für die Versorgung des Damms und der äußeren Genitalien den Canalis pudendalis (auch Alcock-Kanal genannt).

## Begrenzungen
Nach kranial wird die Fossa ischioanalis vom Musculus levator ani begrenzt. Durch das von diesem freigelassene Levatortor steht sie mit dem subperitonealem Bindegewebsraum des Beckens in Verbindung. Nach kaudal wird die Fossa teilweise vom Musculus transversus perinei profundus bedeckt, gerade der hintere Bereich geht aber auch ohne Trennung in das subkutane Fettgewebe über.
Die seitlichen Begrenzungen bildet zur Körpermitte ebenfalls der Musculus levator ani, zur Seite der Musculus obturatorius internus und das Os ischii.